# Karl Vesper

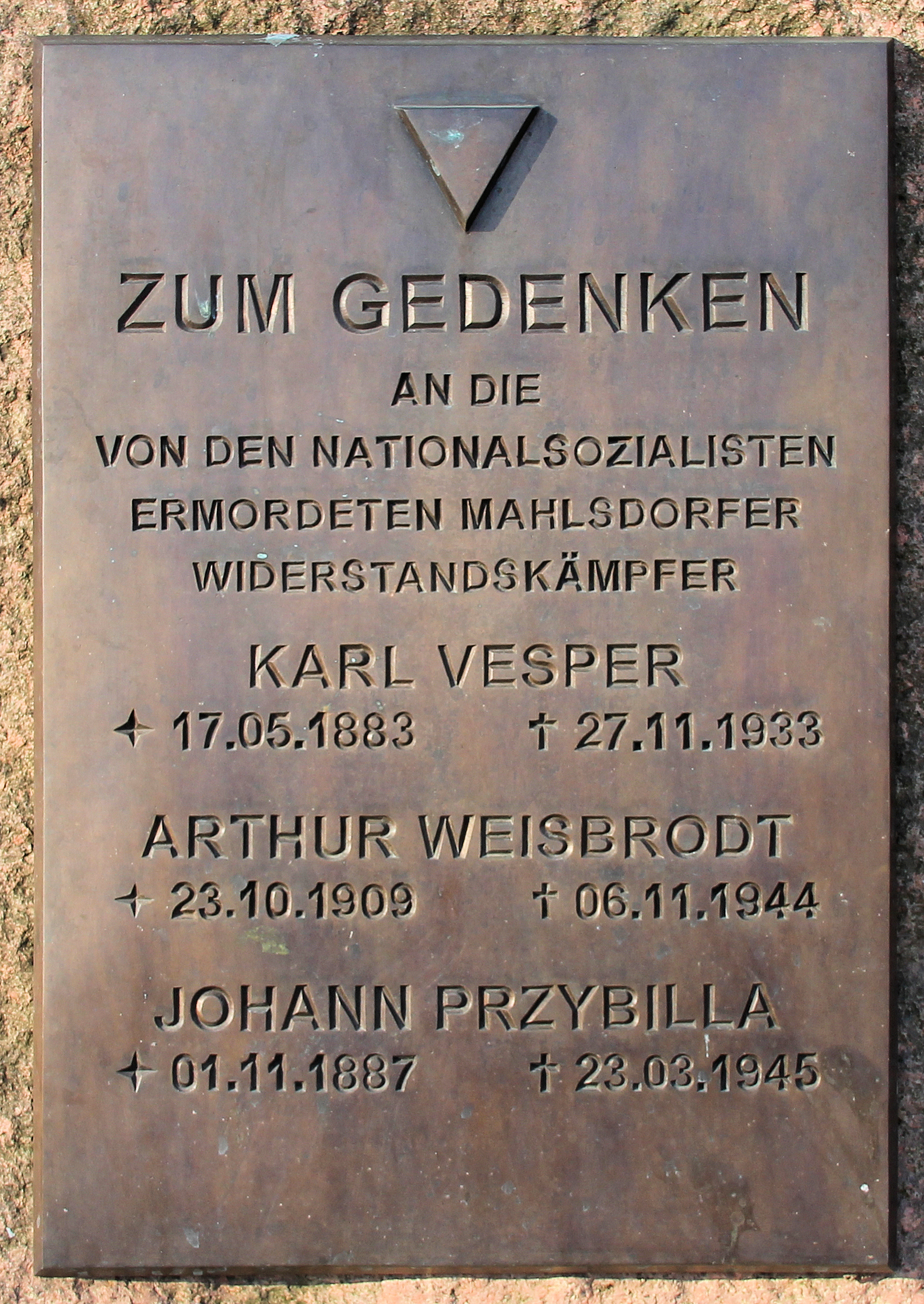
Gedenktafel, Hummelstraße 7, in Berlin-Mahlsdorf

Karl Vesper (* 17. Mai 1883 in Berlin; † 27. November 1933 ebenda)  war ein deutscher Kommunist und Widerstandskämpfer gegen den Nationalsozialismus.

## Leben
Vesper war gelernter Monteur. Während des Ersten Weltkrieges kämpfte er als Soldat der deutschen Armee und wurde schwer verwundet. Nach Kriegsende engagierte sich Vesper im Internationalen Bund der Opfer des Krieges und trat 1925 der KPD bei.
Gegen die Machtübernahme der NSDAP kämpfte Vesper aktiv mit der Verteilung von Flugblättern und er organisierte den Druck von „illegalen“ Plakaten im Bezirk Lichtenberg. Im November 1933 wurde er verhaftet. Während der Verhöre durch die Gestapo war er  im Columbia-Haus interniert, wo er am 27. November 1933 ermordet wurde.
Seine Urne wurde später in der Gedenkstätte der Sozialisten  (Urnensammelgrab bei der großen Porphyr-Gedenktafel auf der rechten Seite der Ringmauer) auf dem Berliner Zentralfriedhof Friedrichsfelde beigesetzt.

## Ehrungen

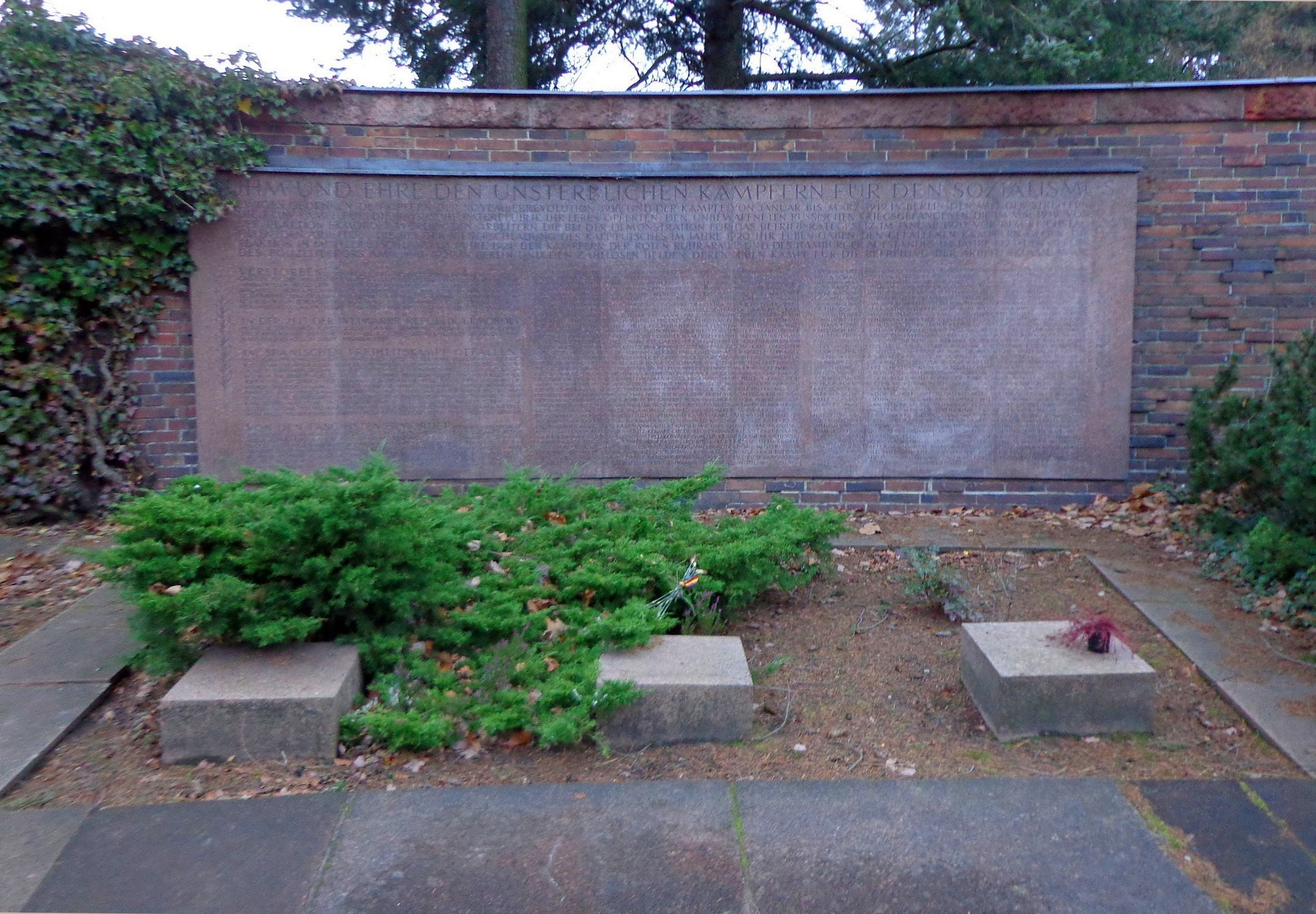
Gedenkstätte der Sozialisten, Porphyr-Gedenktafel an der Ringmauer mit Urnensammelgrab

In der DDR wurde Karl Vesper als Antifaschist und Widerstandskämpfer geehrt.
- Der Magistrat von Berlin erklärte Vesper zum Opfer des Faschismus.
- In den 1950er Jahren wurde an seinem ehemaligen Wohnhaus im Briesener Weg 170 in Mahlsdorf eine Gedenktafel angebracht. Diese Tafel verschwand im Zuge der Wende.
- In Erinnerung an Vesper wurde am 13. Juli 1962 im Neubaugebiet Fennpfuhl eine Straße nach ihm benannt.

In Berlin-Mahlsdorf wurde am 7. Januar 2010 auf dem Hummelplatz in der Nähe des S-Bahnhofs Mahlsdorf ein Gedenkstein für Karl Vesper sowie für Johann Przybilla und Arthur Weisbrodt enthüllt.
Am 23. September 2024 wurde vor seinem ehemaligen Wohnort, Berlin-Mahlsdorf, Briesener Weg 170, ein Stolperstein verlegt.